# Flugplatz Samedan

i7
i11
i13
Der Flugplatz Samedan (Marketingname: Engadin Airport, IATA-Code: SMV, ICAO-Code: LSZS) ist mit 1707 m ü. M. einer der höchstgelegenen Flugplätze Europas; auf der Website bezeichnet er sich als "Europas höchstgelegener Flughafen", was sich auf die Eignung für Verkehrsflugzeuge bezieht – auch wenn er nicht die Definition eines Flughafens erfüllt (regelmäßiger kommerzieller Flugverkehr). Der einzige Regionalflughafen Graubündens liegt beim Engadiner Dorf Samedan, rund fünf Kilometer nordöstlich des Schweizer Touristenorts St. Moritz.

## Geschichte

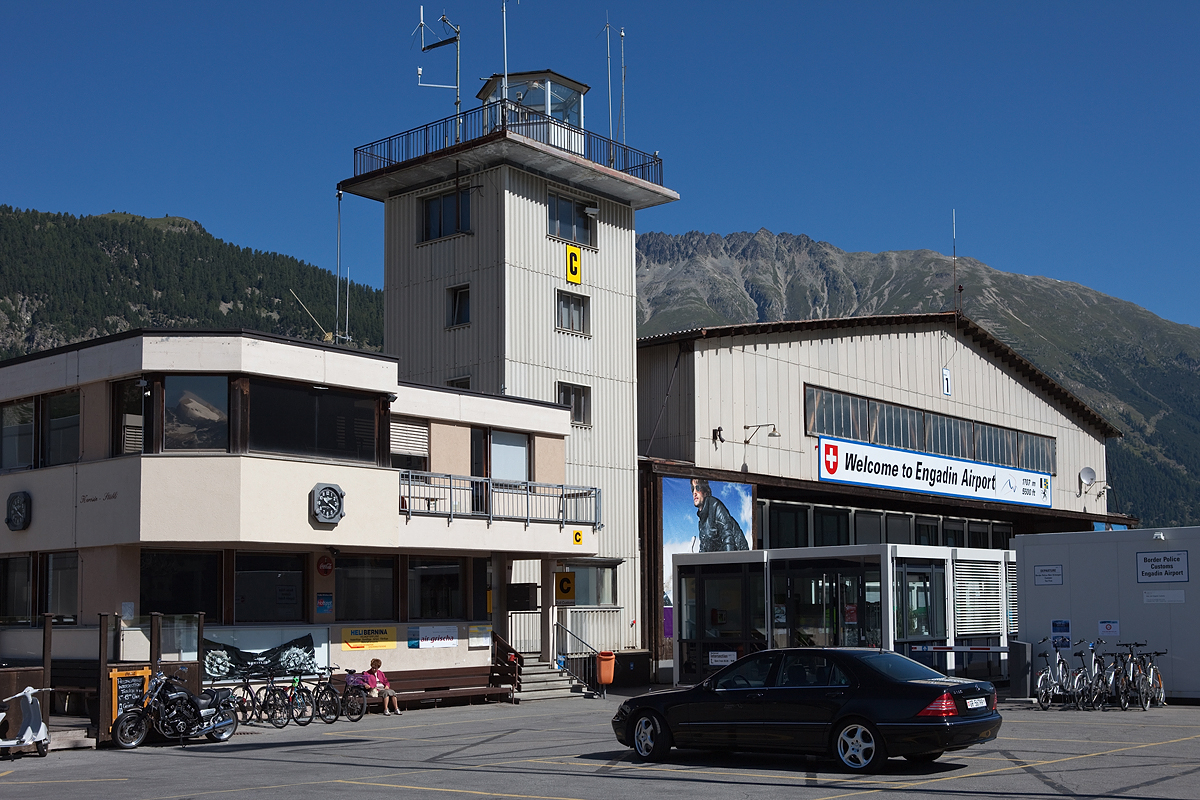
Tower, Betriebsgebäude und Hangar des Flugplatzes; der Zivile Tower war links im Betriebsgebäude im ersten Stock, solange das Militär seinen eigenen hohen Tower belegte.

Ein Anziehungspunkt für Flugzeuge seit den ersten Pionierjahren war der mondäne Kurort St. Moritz, wo in den Pionierjahren der zivilen Luftfahrt Flugzeuge auf dem gefrorenen See landeten. Im Jahr 1926 sicherte sich die Armee einen Landeplatz im Bereich des heutigen Flugplatzes, erst 1937 wurde die Graspiste vorbereitet. Schon zuvor waren Segelflugzeuge auf der Ebene in die Luft geschleppt worden.
Eine Genossenschaft wurde gegründet, welche das Areal kaufte und einen Hangar errichtete. Am 27. Januar 1938 wurde der Platz eröffnet, schon kurz danach landete erstmals eine Douglas DC-2 direkt aus London kommend.
Im Jahr 1950 übernahm die Eidgenossenschaft den Flugplatz und sicherte eine zivile Mitbenützung zu. Der Flugbetrieb der Flugwaffe beschränkte sich auf Schulung und Zielschlepp. Zum Zielschlepp kamen mit roten Streifen bemalte C-3603 zum Einsatz, anfangs der 1970er-Jahre wurden die Flugzeuge umgebaut zu C-3605 und waren gelb-schwarz bemalt. Solche Maschinen flogen bis 1987 für die Schiessplätze der Fliegerabwehr in Brigels und S-chanf. Als weitere Luftziele flogen bis 1990 orange-schwarze Jets vom Typ DH-100 Vampire der Schweizer Flugwaffe.
Im Jahr 1987 fand der Flugtag 50 Jahre Flugplatz Oberengadin Samedan statt, zu welchem die Patrouille Suisse eine Vorführung flog und ein Airbus A310 der Swissair versehentlich während seiner Vorführung auf der Piste aufsetzte. Im Jahr 1987 fanden 15'475 Flugbewegungen statt, auch in jenen Jahren gab es Linienflüge von London Luton oder Direktflüge von Geschäftsreiseflugzeugen aus New York. Mit der Aero-Leasing wurden Passagierflüge durchgeführt, zur Vermeidung von Lärm gab es keinen Segelflugschlepp, sondern nur Windenstarts, die Grundschulung von Piloten war damals verboten.
Ab dem 1. Januar 2004 war der Flugplatz im Eigentum des Kantons Graubünden. Zum Betrieb des Flugplatzes schloss der Kanton im Sommer 2004 einen Vertrag mit der Engadin Airport AG ab, welche im Dezember den Betrieb übernahm.
Um einen Mangel an Flugzeug-Abstellflächen zu beheben, ist seit 2007 eine erhebliche Erweiterung des Vorfelds geplant, Baubeginn einer ersten Phase soll 2021 sein.

## Flugbetrieb

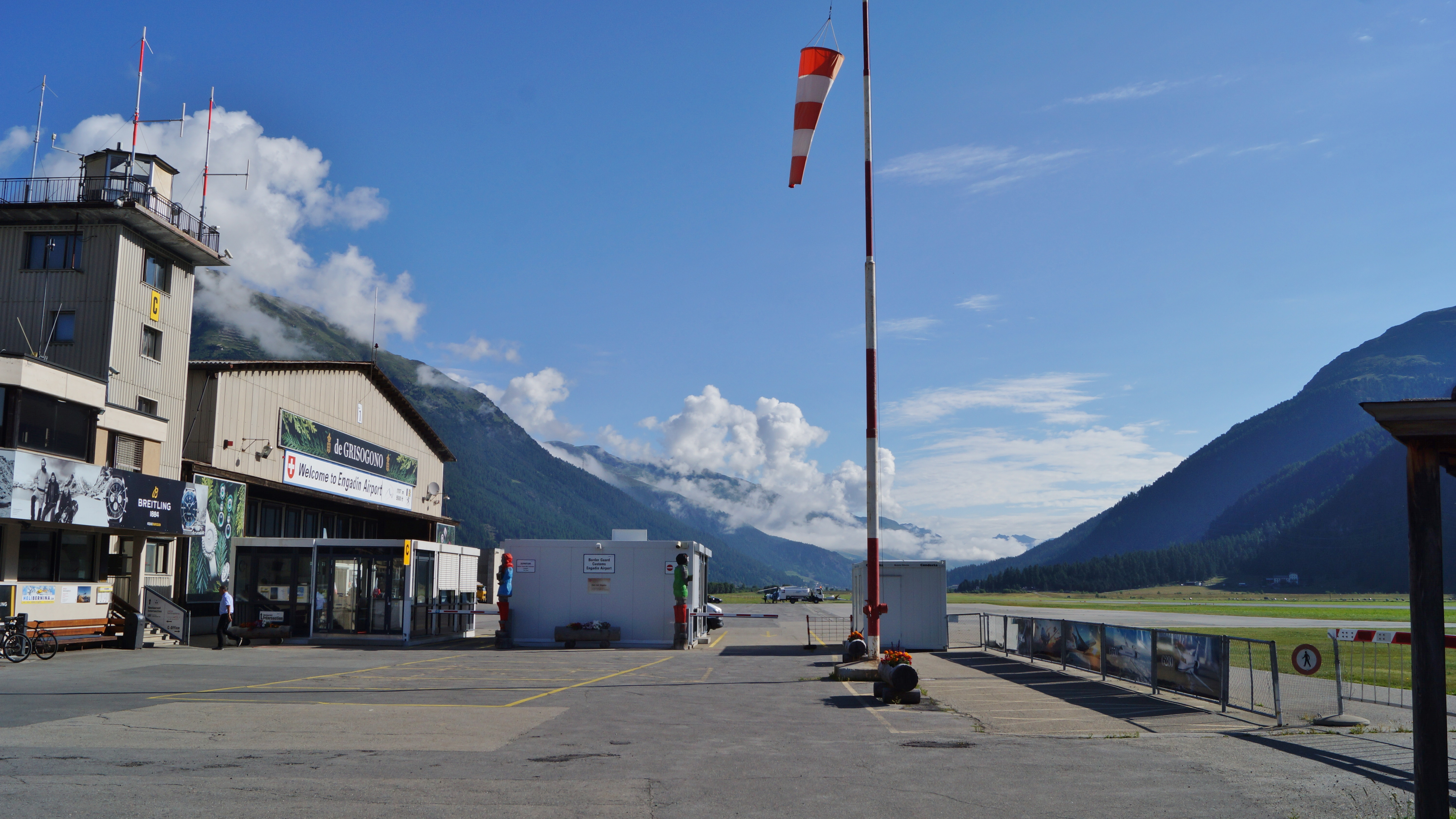
Flugplatz Samedan, Blickrichtung mit Landebahn 03 nach NNO.

Einen regelmässigen Linienbetrieb kennt der Flugplatz nicht mehr, jedoch wird er vor allem im Winter von verschiedensten Privatjet-Anbietern angeflogen. Es herrscht reger Segelflugverkehr. Beliebt ist der Flugplatz auch bei Fallschirmspringern und ähnlichen Sportarten, die von hier aus in die Berninagruppe starten. Auf dem Gelände befindet sich auch die Flugschule der Motorfluggruppe Oberengadin.
Der Flugplatz ist ganzjährig tagsüber geöffnet und hat eine Zollabfertigung sowie einen Hangar. Die Piste ist lang und breit genug, so dass auch schon vergleichsweise grosse Flugzeuge wie Boeing 737 und Super Constellation dort landeten. Im Winter ist die Piste nicht immer schneefrei, aufgrund der Lage im Gebirge gehört deshalb eine Pistenraupe (hier Pistenfahrzeug genannt) zum Fuhrpark der Schneeräumung. Jährlich finden auf dem Flugplatz rund 14'000–22'000 Flugbewegungen statt.
Der Flugplatz verfügt nicht über ein Instrumentenlandesystem, so dass die Landung nur auf Sicht erfolgen kann. In Verbindung mit der Lage in einem Bergtal, der für Europa ausserordentlichen Höhe über Meer und schwierigen Windverhältnissen gilt die Landung als besonders anspruchsvoll.
In der Folge des Unfalls vom 19. Dezember 2010 erliess das Schweizer Bundesamt für Zivilluftfahrt neue strengere Richtlinien für Piloten vor und beim Anflug des Flugplatzes. Unmittelbar nach dem Unfall wurde für Piloten ein elektronisches Briefing verpflichtend, das vor dem Abflug zum Flugplatz Samedan wichtige Grundkenntnisse über die Besonderheiten des Flugplatzes abfragt. Anfang 2011 wurde die Verpflichtung eingeführt, dass alle Piloten, die den Flugplatz noch nicht beflogen haben, ihren Erstanflug als Einweisungsflug in Begleitung eines Fluglehrers absolvieren müssen, bevor sie die Erlaubnis zum Anflug im Alleinflug erhalten. Die Limits für den Sichtflug wurden angehoben, so dass ein Anflug nur noch bei einer Mindestsicht von 5 Kilometern und einer Wolkenhöhe von mindestens 700 Metern über Grund erfolgen darf.

## Zwischenfälle
- Am 6. März 1970 verunglückte die einzige Handley Page HP-137 Jetstream 1 (Luftfahrzeugkennzeichen D-INAH) der Fluggesellschaft Bavaria im Anflug auf den Flugplatz Samedan. Bei dem in München-Riem gestarteten Flugzeug kam es im Landeanflug zu einem Turbinenschaden; die Piloten verloren die Kontrolle. Die Maschine stürzte etwa drei Kilometer vor der Landebahnschwelle ab; alle elf Insassen (zwei Besatzungsmitglieder und alle neun Passagiere) starben. Unter den Opfern befanden sich Bavaria-Gründer Max Schwabe und seine Familie (siehe auch Flugunfall bei Samedan 1970).[10][11]

- Am 29. Oktober 2001 stürzte eine FFA AS 202/15-1 Bravo der Fliegerschule Altenrhein (HB-HFY) kurz nach dem Start von der Piste 21 in Samedan aufgrund eines Strömungsabrisses aus geringer Höhe ab. Der Pilot und beide Passagiere starben. Auch wenn im Bericht der Schweizerischen Sicherheitsuntersuchungsstelle SUST nicht explizit erwähnt, lässt sich den Angaben und Zeugenaussagen entnehmen, dass der Pilot nicht ausreichend über die herrschenden Windverhältnisse aufgeklärt worden war.[12]

- Am 14. Februar 2002 flog beim Sarsuragletscher eine Beechcraft King Air 300 des österreichischen Unternehmens Kronospan (D-ICBC) in einen Berg. Die Maschine war im Anflug auf den Flugplatz Samedan. Die Piloten verloren jedoch bei kritischen Sichtbedingungen die räumliche Orientierung. Beide Piloten, die einzigen Insassen, starben.[13][14]

- Am 25. Juli 2008 kam es zu einem Zwischenfall mit einem Segelflugzeug (HB-1937). Das Flugzeug des Typs LS-4a stürzte kurz nach dem Start in einem Wald ab. Der schwerverletzte Pilot wurde ins Krankenhaus Chur geflogen, starb dort aber einen Tag später.[15][16]

- Am 12. Februar 2009 kam es zu einem schweren Unfall, als eine Falcon 10/100 (VP-BAF) während einer nicht korrekt ausgerichteten Landung beim unsteuerbaren Abdriften von der Piste einen links parallel zur Piste verlaufenden Schneewall mindestens 5 Meter ausserhalb der Piste auf 1,1 Metern Höhe erfasste und kurz danach durch die darauf erfolgte Drehung mit der rechten Rumpfseite in den quer zur Piste stehenden vier Meter hohen Schneewall im Bereich des Rollwegs neben der Piste prallte.[17] Beide Piloten starben beim Unfall, der Passagier überlebte.[18] Das Bundesamt für Zivilluftfahrt ordnete danach die Schliessung des Flugplatzes an, bis die Schneewälle abgetragen waren und ein neues Schneeräumungskonzept erstellt war. Die Hauptursachen des Unfalls sah das Büro für Flugunfalluntersuchungen in Fehlern der Piloten, die zu einer Landung geführt hatten, welche mit dem Aufsetzen des rechten Flügels auf der linken Hälfte der Piste begonnen hatte.[19] Im September desselben Jahres wurde die Richtlinie zur Schneeräumung definitiv ohne die zuvor formulierte Ausnahmeregelung den Vorschriften der Internationalen Zivilluftfahrtorganisation ICAO angepasst, wonach 5 Meter ausserhalb der Piste nur 0,6 Meter hoch Schnee liegen darf. Die Flugplatzgesellschaft betreibt zu diesem Zweck eine eigene Pistenmaschine, da selbst die natürliche Schneehöhe in Samedan naturgemäss höhere Werte erreicht.

- Am 19. Dezember 2010 stürzte eine Beechcraft 390 Premier IA der deutschen Windrose Air (D-IAYL) nach einem abgebrochenen Landeanflug auf den Flugplatz in eine nahe liegende Trafostation bei Bever. In der Rechtskurve zum Endanflug während des erneuten Anflugs erreichte der Rollwinkel 62°, was zum Strömungsabriss in der niedrigen Höhe von etwa 180 Meter führte. Beide Piloten (die einzigen Insassen) starben.[20]

- Am 4. August 2017 stürzte im Rahmen des vom Aero-Club der Schweiz organisierten Aviatik-Jugendlagers eine in Samedan gestartete Piper PA-28-181 Archer II (HB-PER) der Motorfluggruppe Oberengadin rund 300 Meter nördlich der Diavolezza ab. Zwei der drei jugendlichen Passagiere und der Pilot kamen bei dem Unfall ums Leben, eine Passagierin konnte schwer verletzt geborgen werden. Als Unfallursache wurde eine ungeeignete und risikoreiche Flugtaktik festgestellt, wobei das Überlassen der Steuerführung an eine des Fliegens unkundige Person direkt zum Unfall beitrug. Der Pilot hatte zwar eine Privatpilotenlizenz (PPL(A)), war jedoch nicht zum Fluglehrer qualifiziert. Die Organisatoren trugen durch ihr mangelndes Sicherheitsbewusstsein systemisch zum Unfall bei.[21][22][23]

## Hochlandbasis der Rega
Im Engadin fliegt die Rega seit 1957 Einsätze, seit 1977 mit einer eigenen Infrastruktur auf dem Flugplatz Samedan. Rega 9 ist eine Hochlandbasis mit einem grossen Spektrum an Einsätzen, wobei es sich hauptsächlich um so genannte Primäreinsätze handelt, bei denen Notarzt und Rettungssanitäter zur Erstversorgung an eine Unfallstelle geflogen werden. Der schweizerdeutsche Spielfilm Heldin der Lüfte wurde mit Unterstützung der Rega unter anderem in Samedan gedreht.

## Trivia
- Ab dem 8. Dezember 2003 fanden im Samedan Kältetests mit dem französischen Kampfflugzeug Rafale statt.
- Die grössten Flugzeuge, die in Samedan angetroffen werden konnten, waren solche des Typs Boeing 737 wie jene des Reeders Niarchos sowie Airbus A320, von denen eine Werksmaschine A320 neo im Jahr 2018 landete.[26]